# Massimo Wertmüller
Massimo Wertmüller von Elgg Spanol von Braueich, dit Massimo Wertmüller, né le 13 août 1956 à Rome, est un acteur et un réalisateur italien. Il est le neveu de la réalisatrice Lina Wertmüller.

## Biographie
Après des débuts au théâtre en 1976 avec Luci di Bohème à la Biennale de Venise, il fréquente en 1978 l'atelier d'exercices scéniques de Gigi Proietti. Avec ses camarades de classe Paola Tiziana Cruciani, Shereen Sabet, Rodolfo Laganà, Patrizia Loreti et Silvio Vannucci, il fonde alors le groupe de comédie La Zavorra, actif dans le théâtre de cabaret et le divertissement télévisé jusqu'en 1984.
La même année, il fait ses débuts dans le cinéma avec le film La Fin du monde dans notre lit conjugal, réalisé par sa tante Lina, qui le dirigera également dans la Scherzo del destino in agguato dietro l'angolo come un brigante da strada (1983), Sotto.. sotto.. strapazzato da anomala passione (1984), Notte d'estate con profilo greco, occhi a mandorla e odore di basilico (1986), Par une nuit de clair de lune (1989) et Francesca et Nunziata (2001).
Il soutient l'organisation Médecins Sans Frontières et diverses causes de défense des droits des animaux.

### Vie privée
En 2018, il épouse l'actrice Anna Ferruzzo.

## Filmographie

### Acteur

#### Cinéma
- 1978 : La Fin du monde dans notre lit conjugal de Lina Wertmüller
- 1983 : Scherzo del destino in agguato dietro l'angolo come un brigante da strada de Lina Wertmüller
- 1984 : Sotto.. sotto.. strapazzato da anomala passione de Lina Wertmüller
- 1984 : Al limite, cioè, non glielo dico de Franco Rossetti
- 1986 : Notte d'estate con profilo greco, occhi a mandorla e odore di basilico de Lina Wertmüller
- 1987 : I padroni dell'estate de Max Parodi
- 1989 : Par une nuit de clair de lune de Lina Wertmüller
- 1989 : Les Fausses Blondes (it) de Carlo Vanzina
- 1989 : Night Club de Sergio Corbucci
- 1990 : Le Voyage du capitaine Fracasse d'Ettore Scola
- 1990 : Au nom du peuple souverain de Luigi Magni
- 1992 : Allullo drom - L'anima zingara (it) de Tonino Zangardi
- 1992 : Cinecittà... Cinecittà (it) de Renzo Badolisani (it)
- 1992 : Nottataccia de Duccio Camerini (it)
- 1993 : La fin est connue de Cristina Comencini
- 1993 : Copenaghen fox-trot d'Antonio Domenici
- 1993 : Buon compleanno, Gianmaria, segment réalisé par Luca Manfredi dans le film à sketchs 80 mq - Ottantametriquadri
- 1995 : L'Otage (Cuore cattivo) d'Umberto Marino
- 1995 : Il cielo è sempre più blu d'Antonello Grimaldi
- 1995 : Croix et Délices (Croce e delizia) de Luciano De Crescenzo
- 1996 : Exercices de style, divers réalisateurs
- 1996 : Bruno aspetta in macchina (it) de Duccio Camerini
- 1997 : Stressati de Mauro Cappelloni
- 1997 : Un bel dì vedremo (it) de Tonino Valerii
- 1999 : Quatre plans pour l'Europe d'Ivan Carlei — court métrage
- 2000 : Locride, Calabria de Renzo Badolisani
- 2001 : Honolulu Baby de Maurizio Nichetti
- 2002 : Tornare indietro (it) de Renzo Badolisani
- 2002 : Giovani de Luca Mazzieri (it) et Marco Mazzieri
- 2004 : Pontormo de Giovanni Fago
- 2006 : Commediasexi de Alessandro D'Alatri
- 2010 : Le Monde de Barney (Barney's Version) de Richard J. Lewis
- 2013 : AnnA de Giuseppe Marco Albano (it) — court métrage
- 2013 : Io... donna de Pino Quartullo — court métrage
- 2013 : L'ultima ruota del carro (en) de Giovanni Veronesi
- 2016 : Che vuoi che sia (it) d'Edoardo Leo
- 2016 : Orecchie (it) d'Alessandro Aronadio (it)
- 2017 : Socialmente pericolosi (it) de Fabio Venditti
- 2019 : Appena un minuto (it) de Francesco Mandelli (it)
- 2021 : America Latina de Damiano et Fabio D'Innocenzo
- 2022 : La donna per me (it) de Marco Martani
- 2023 : Pas trop tôt (Era ora) d'Alessandro Aronadio
- 2023 : I peggiori giorni (it) de Massimiliano Bruno et Edoardo Leo

#### Télévision (liste non exhaustive)
- 1980 : Le diaboliche imprese, trionfi e caduta dell'ultimo Faust d'Enrico Job, d'après la pièce de Guido Ceronetti
- 1987 : I padroni dell'estate de Marco Parodi — téléfilm
- 1987 : La Comédie des erreurs de James Cellan-Jones, d'après la pièce de William Shakespeare
- 1987 : Una grande storia d'amore de Duccio Tessari — mini-série télévisée
- 1991 : Il sassofono d'Andrea Barzini — téléfilm
- 1992 : Non siamo soli de Paolo Poeti — mini-série télévisée
- 1992 : Le fils d'un autre de Michel Lang — téléfilm
- 1993 : Il caso Dozier de Carlo Lizzani — téléfilm
- 1996 : Infiltrato de Claudio Sestieri — téléfilm
- 1997 : Mio padre è innocente de Vincenzo Verdecchi — mini-série télévisée
- 1997 : Nei secoli dei secoli de Marcello Cesena — téléfilm
- 1997 : La storia di Gigi 2 de Luca Mazzieri (it) et Marco Mazzieri — téléfilm
- 1998 : La quindicesima epistola de José María Sánchez — mini-série télévisée
- 2001 : Senza confini de Fabrizio Costa — mini-série télévisée
- 2001 : Francesca et Nunziata (it) de Lina Wertmüller — téléfilm
- 2001 : Carles, príncep de Viana de Sílvia Quer — téléfilm
- 2021 : Permette? Alberto Sordi de Luca Manfredi — téléfilm
- 2021 : Mina Settembre de Tiziana Aristarco — série télévisée
- 2022 : A muso duro - Campioni di vita (it) de Marco Pontecorvo – téléfilm

### Réalisateur
- 2014 : Il tema di Jamil — court métrage

## Doublage

### Acteurs
- Dominique Pinon dans Le Fabuleux Destin d'Amélie Poulain et Micmacs à tire-larigot
- Peter Gallagher dans À fleur de peau et American Beauty
- Doug Rand dans Arthur et les Minimoys
- Jason Beghe dans Les Trois Prochains Jours
- Stanley Tucci dans Le Songe d'une nuit d'été
- Billy Bob Thornton dans À l'ombre de la haine
- Ed Harris dans Les Pleins Pouvoirs

### Animation et voix hors champ
- Narrateur dans Non è mai troppo tardi (it) — minisérie télévisée
- L'Ombre Blanche (VO : Paul Borne) dans Turbo

## Émissions télévisées
- Al Paradise (Rai 1, 1985)
- Cinema che follia! (Rai 2, 1988)